# Tudo o Que Eu Tenho Trago Comigo
Brasil: Tudo o que tenho levo comigo / Portugal: Tudo o Que Eu Tenho Trago Comigo (no original alemão, Atemschaukel) é um livro de 2009 da escritora romena-alemã Herta Müller. A escritora venceu o prémio Nobel de literatura neste mesmo ano.

## Enredo
O livro é a autobiografia ficcional de um jovem romeno, Leopold Auberg, que foi deportado em 1945 para um campo de trabalho russo, aos 17 anos de idade. O enredo do livro incide praticamente só nos cinco anos passados no campo de trabalho e quase resumidos ao frio, à fome, aos piolhos, aos percevejos e ao trabalho físico intenso.